# Hipertensión de bata blanca

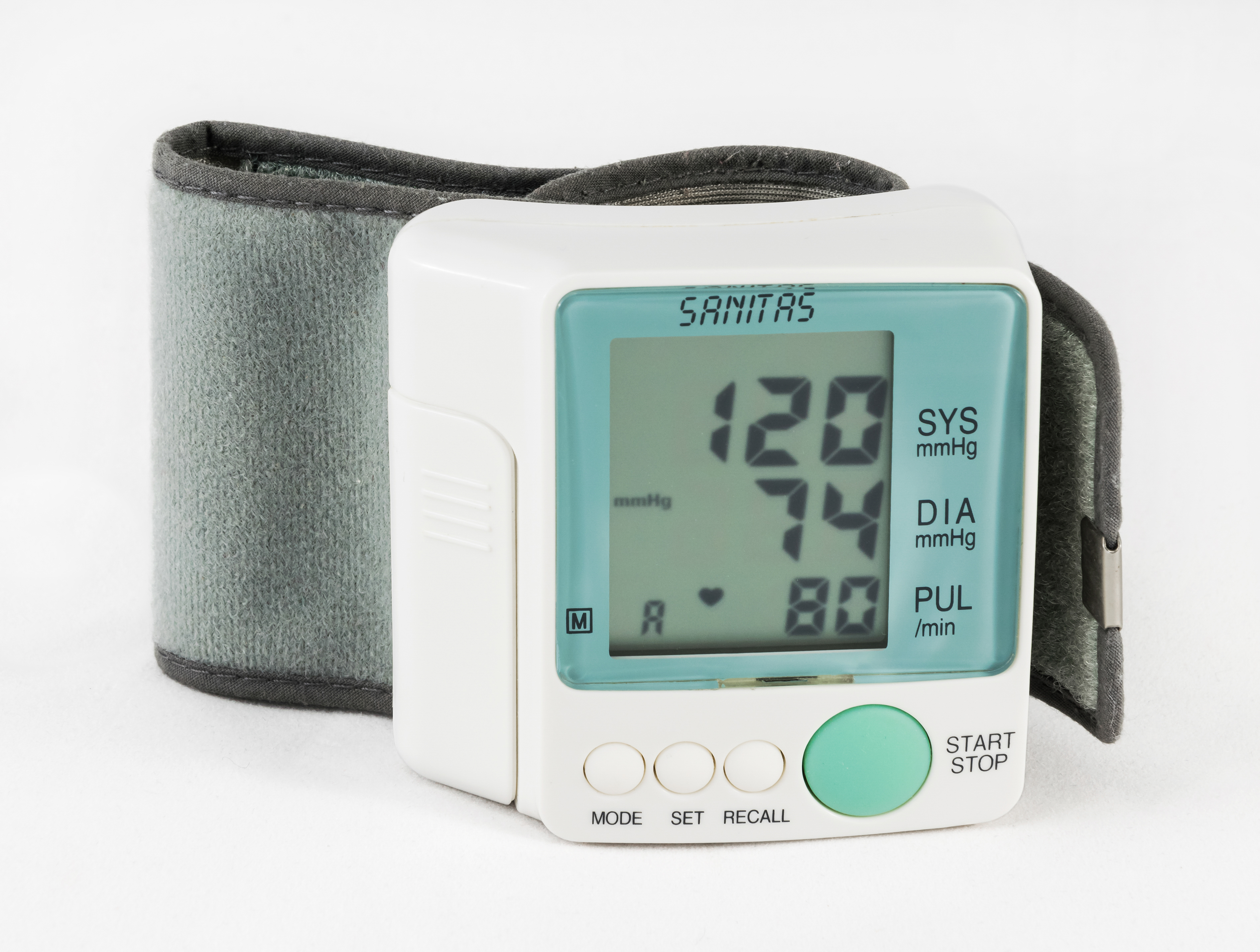
Los sistemas actuales de medición ambulatoria de la presión arterial ofrecen una alternativa sencilla a la medición en la consulta, lo que facilita el diagnóstico diferencial.

Se denomina hipertensión de bata blanca al aumento transitorio de la presión arterial que se produce en algunas personas en entornos sanitarios (hospitales, ambulatorios...) debido al estrés involuntario que esos entornos les provocan. Su importancia estriba en que la medición de la presión sanguínea ofrece valores anormalmente elevados, que no se corresponden con las cifras de tensión reales, lo que puede inducir un falso diagnóstico de hipertensión.
Esta sobreestimación fue descrita por primera vez por  Scipione Riva-Rocci, un médico internista italiano, en 1897. El aumento en las cifras tensionales se corresponde también con un aumento en la frecuencia cardíaca, estando ambos valores y su intensidad relacionada con la aparición del personal sanitario (especialmente con el médico y algo menos intenso con el personal de enfermería), de ahí su nombre de hipertensión de bata blanca.
Para descartar este fenómeno cuando se sospecha en un paciente se recurre a la monitorización ambulatoria de la presión arterial (MAPA), a través de un dispositivo que va obteniendo valores de presión arterial cada cierto tiempo durante 24 horas mientras el paciente realiza su rutina diaria.
Su aparición y magnitud varía mucho de unos individuos a otros, aunque es mayor, en general, cuanto mayores son las cifras basales de tensión arterial, cuanta más edad tiene el paciente y es más frecuente e intenso en varones que en mujeres.